# Гюгонио, Пьер-Анри
Пьер-Анри́ Гюгонио́ (Югоньо, Гюгоньо; фр. Pierre-Henri Hugoniot; 5 июня 1851, Алланжуа, Ду, — февраль 1887, Нант) — французский математик и механик.

## Биография
Второй сын в семье металлиста Пьера Гюгонио и домохозяйки Сюзан Катрин Нардан (Suzanne Catherine Nardin). Уже в 1870 году был первым студентом в École normale supérieure, но предпочёл получить образование в Политехнической школе, которую окончил в 1872 году. По окончании высшего учебного заведения работал в морской артиллерии, занимал должности профессора механики и баллистики в артиллерийской школе Lorient (1879—1882) и одновременно — должность заместителя директора Центральной лаборатории военно-морской артиллерии (1882—1884). В январе 1884 года получил звание капитана, а в апреле того же года назначен на должность доцента по кафедре механики Политехнической школы в Париже.

## Научная деятельность
Важнейшие научные работы относятся к области газовой динамики, одним из основоположников которой считается (наряду с Доплером, Риманом, Махом и Ранкином). В частности, заслугой Гюгонио является получение правильных условий на поверхности разрыва (то есть соотношений, связывающих скачки физических величин при переходе через данную поверхность) — весьма важных для газовой динамики соотношений, характеризующих ударные волны, впоследствии получивших его имя — условия Гюгонио.
Вместе со своим коллегой Ипполитом Себером исследовал процессы расширения газов при стрельбе из артиллерийских орудий. По результатам исследований в 1885 году было получено уравнение ударной волны, которое стало известно как уравнение Гюгонио — Ранкина или ударная адиабата, результат опубликован в журнале «École polytechnique» уже после смерти Гюгонио.
Во Франции идеи Гюгонио получили дальнейшее развитие в работах Ж. Круссара[уточнить] (1907) и Эмиля Жуге (1910), а также в работе Жуге «Mécanique des Explosifs» (1917).
В теории катастроф катастрофа сборки часто называется катастрофой Римана — Гюгонио.

## Опубликованные труды
- «Mémoire sur la propagation du mouvement dans un fluide indéfini» (1887), C.R. Acad. Sciences
- Hugoniot (1887), J. École Polytechnique (ed.), Sur la propagation du mouvement dans les corps et spécialement dans les gaz parfaits. (фр.), vol. CLVII, pp. 3–98
- Hugoniot (1889), J. École Polytechnique (ed.), Sur la propagation du mouvement dans les corps et spécialement dans les gaz parfaits. (фр.), vol. CLVIII, pp. 1–126